# ظرف ناهار
ظرف ناهار (به انگلیسی: The Lunchbox) فیلمی هندی به کارگردانی ریتش باترا و محصول سال ۲۰۱۳ میلادی می‌باشد.
فیلم ابتدا در جشنوارهٔ کن ۲۰۱۳ اکران شد و «جایزهٔ منتقدین» را از آنِ خود کرد، سپس در جشنوارهٔ فیلم تورنتو بر روی پرده رفت.